# Toninia squalida
Toninia squalida är en lavart som först beskrevs av Erik Acharius, och fick sitt nu gällande namn av A. Massal. Toninia squalida ingår i släktet Toninia och familjen Ramalinaceae.  Arten är reproducerande i Sverige. Inga underarter finns listade i Catalogue of Life.